# Tomm Moore

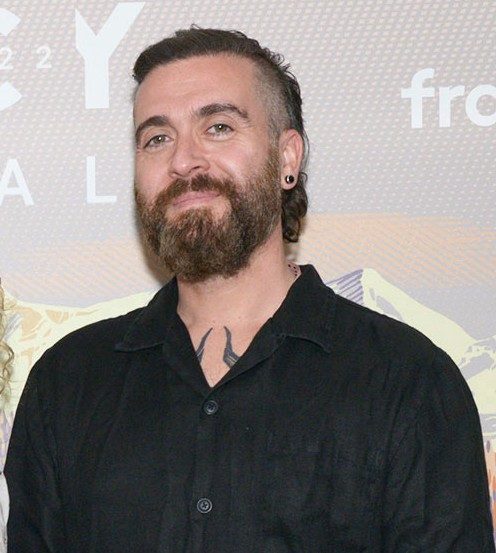
Tomm Moore (2022)

Tomm Moore (* 7. Januar 1977 in Newry, Nordirland) ist ein irischer Animator und Filmregisseur. 

## Leben
Moore wurde im nordirischen Newry geboren. Seine Eltern zogen mit ihm ins irische Kilkenny, wo er das St Kieran's College besuchte. Er studierte am Ballyfermot College of Further Education in Dublin. 1998 gründete er mit drei Kollegen das irische Animationsstudio Cartoon Saloon. 2001 und 2003 veröffentlichte er Comicromane in Irischer Sprache. Danach war er in verschiedenen Filmen für die Animation und als Artdirector tätig.
Für seinen Film Das Geheimnis von Kells (orig. The Secret of Kells) aus dem Jahr 2009, bei dem er nicht nur die Regie und die Produktion übernahm, sondern auch an Drehbuch und Soundtrack beteiligt war, wurde Moore 2010 für einen Oscar in der Kategorie Bester animierter Spielfilm nominiert. Weitere Nominierungen erhielt der Film als bester Film bei den Filmfestspielen in Annecy und den Irish Film and Television Awards und als bester Animationsfilm beim Europäischen Filmpreis. Auszeichnungen als bester Animationsfilm gab es beim Boulder International Film Festival und den Irish Film and Television Awards. Publikumspreise gewann Das Geheimnis von Kells bei den Filmfestspielen in Annecy, dem Dublin International Film Festival und beim Edinburgh International Film Festival. Zudem wurde Moore als bester Produzent mit dem Cartoon d’Or bei den Cartoon Forum Awards geehrt.

## Filmografie (Auswahl)
- 1998: Under the Hawthorn Tree (Production Design)
- 2003: Die Könige aus dem Morgenland (Los reyes magos) (Animation)
- 2004: Cúilín Dualach (Art Director)
- 2009: Old Fangs (Animation)
- 2009: Das Geheimnis von Kells (The Secret of Kells) (Regie, Produzent, Drehbuch, Soundtrack)
- 2014: Die Melodie des Meeres (Song of the Sea) (Regie, Story, Produktion)
- 2020: Wolfwalkers